# Helmholtz (Einheit)
Das Helmholtz war eine von Edward Armand Guggenheim vor 1969 vorgeschlagene, international nicht anerkannte Einheit für das elektrische Doppelschichtmoment, benannt nach dem deutschen Physiker Hermann von Helmholtz.
1 Helmholtz = 1 Debye/Ångström² (D/Å²) = 3,336 · 10−20 Coulomb/Meter (C/m)